# Kondapalle
Kondapalle är en ort i Indien.   Den ligger i distriktet Krishna och delstaten Andhra Pradesh, i den södra delen av landet, 1 400 km söder om huvudstaden New Delhi. Kondapalle ligger 37 meter över havet och antalet invånare är 38 714.
Terrängen runt Kondapalle är platt åt sydost, men åt nordväst är den kuperad. Runt Kondapalle är det tätbefolkat, med 511 invånare per kvadratkilometer. Närmaste större samhälle är Vijayawada, 16,7 km sydost om Kondapalle. Trakten runt Kondapalle består till största delen av jordbruksmark.